# Korps Mariniers
El Cuerpo de Infantería de Marina de los Países Bajos (en neerlandés: Korps Mariniers) es el cuerpo de infantería naval de la Armada Real de los Países Bajos. Los mariniers remontan sus orígenes al establecimiento del Regiment de Marine el 10 de diciembre de 1665, por el entonces Gran pensionario de los Estados de Holanda, Johan de Witt, y el famoso almirante Michiel de Ruyter.
El Cuerpo actual es una fuerza de reacción rápida que se puede desplegar en cualquier lugar del mundo en un máximo de 48 horas. Los marines son capaces de operar en todos los entornos y climas, y se especializan en la guerra expedicionaria, guerra anfibia, guerra ártica y guerra de montaña. El elemento de lucha núcleo del cuerpo consta de dos batallones -Grupos de Combate en el Mar (MCG) que se complementan con diversas unidades de apoyo de combate. Además, las Fuerzas de Operaciones Especiales Marítimas de los Países Bajos (NLMARSOF) son capaces de realizar todo el espectro de operaciones especiales.
A lo largo de su historia, los marines han participado en una serie de conflictos importantes, incluidas las guerras anglo-holandesas, la guerra de Sucesión española y la Segunda Guerra Mundial. En la historia reciente, los infantes de marina se han desplegado regularmente en roles de estabilización en la guerra de Bosnia, la guerra de Irak, la guerra de Afganistán y la guerra de Malí. Además, el Cuerpo lleva a cabo operaciones de lucha contra la piratería en el Golfo de Adén y proporciona Destacamentos de Protección de Buques a los buques mercantes holandeses. El Cuerpo de Marines de los Países Bajos mantiene estrechas relaciones internacionales con los Royal Marines, el Cuerpo de Marines de los Estados Unidos y el Batallón de Mar alemán (en alemán: Seebataillon).

## Historia

### Orígenes
El cuerpo fue fundado el 10 de diciembre de 1665 durante la Segunda Guerra Anglo-Holandesa por el entonces gran pensionario de la República Holandesa, Johan de Witt, y el almirante Michiel de Ruyter como Regiment de Marine. El primer comandante del cuerpo fue Willem Joseph van Ghent. Los holandeses habían utilizado con éxito tropas convencionales embarcadas en barcos durante la Primera Guerra Anglo-Holandesa. Korps Mariniers fue la quinta unidad europea marina formada, siendo precedido por la Infantería de la Armada española (1537), la portuguesa  (1610), la de Francia (1622) y los Royal Marines ingleses (1664), aunque los marines holandeses fueron los primeros en la historia en especializarse en operaciones anfibias.

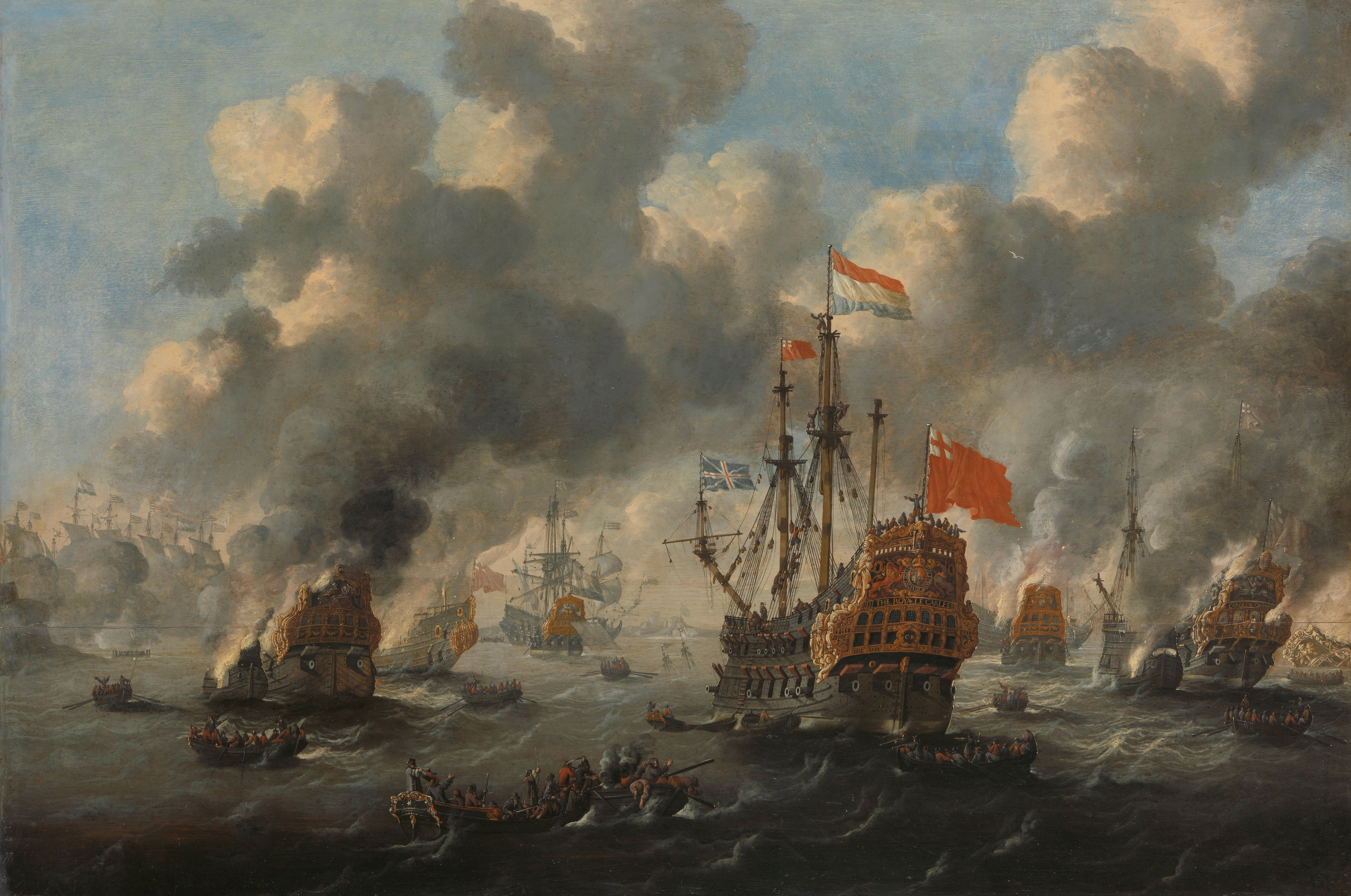
El ataque de Medway, la primera acción de los marines holandeses en 1667

En 1704, los infantes de marina formaron parte de una fuerza combinada anglo-holandesa bajo el mando del príncipe George de Hesse-Darmstadt que capturó Gibraltar y la defendió con éxito poco después. La cooperación con los británicos se repitió una vez más durante el bombardeo de Argel en 1816.
Los Korps Mariniers sirvieron en varias operaciones coloniales del Imperio Holandés en las Indias Orientales Holandesas. La conquista gradual de la colonia y las operaciones que consolidaron el dominio holandés duraron desde la década de 1850 hasta poco antes de la Primera Guerra Mundial. Los honores de batalla de la guerra de Aceh (1873-1913) y Bali se muestran en el color del Cuerpo.

### Segunda Guerra Mundial

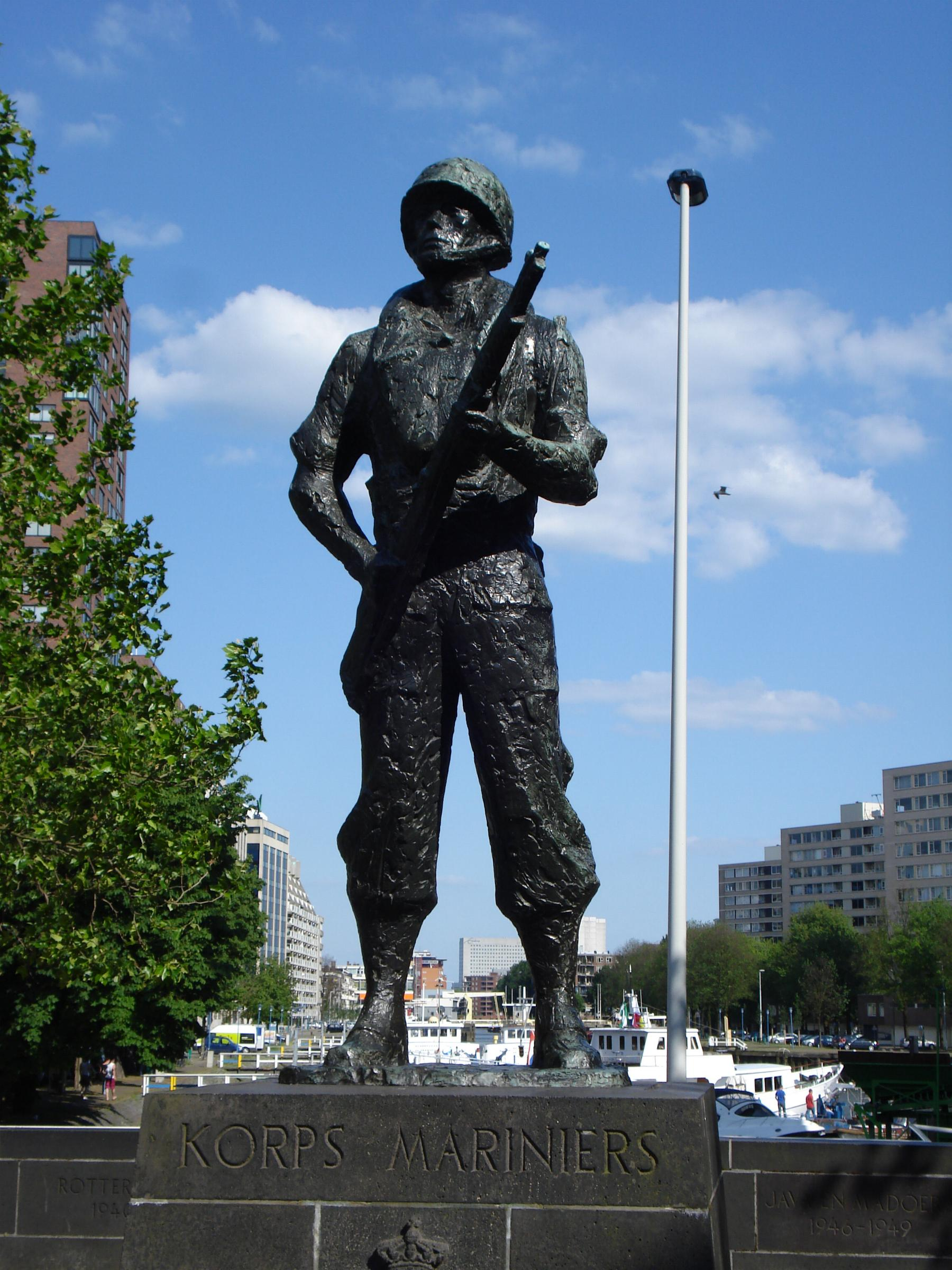
Monumento a la Infantería de Marina en Róterdam

Durante la Batalla de los Países Bajos en la Segunda Guerra Mundial, una unidad de Korps Mariniers en Róterdam, que se estaba preparando para embarcarse a las Indias Orientales Holandesas, defendió con éxito los puentes del Mosa, evitando que los paracaidistas alemanes en el centro de la ciudad se reunieran con la infantería alemana convencional. Los alemanes pusieron fin al impasse bombardeando Róterdam. 
Cuando se firmó la capitulación holandesa y los infantes de marina abandonaron sus posiciones, el comandante alemán se sorprendió al encontrar que solo un puñado de tropas emergían con sus uniformes negros. El Oberleutnant ordenó a sus hombres que los saludaran por respeto a su valentía y los etiquetó como die schwarzen Teufel ("Los demonios negros").
Durante la ocupación alemana de los Países Bajos, algunos mariniers se unieron a la Brigada Princesa Irene para luchar contra los alemanes. Se distinguieron en combate cerca de la ciudad holandesa de Tilburg en el otoño de 1944.
A partir de 1943, la Infantería de Marina de los Estados Unidos entrenó y equipó una nueva brigada, la Mariniersbrigade, de los Korps Mariniers en Camp Lejeune y Camp Davis en Carolina del Norte en preparación para los desembarcos anfibios contra los japoneses en las Indias Orientales Holandesas. Los japoneses se rindieron antes de que se necesitaran tales desembarcos, pero la Brigada Mariniers, completamente entrenada y equipada, salió de Carolina del Norte en seis transportes en 1945 y luchó contra los insurgentes indonesios en la guerra de Independencia de Indonesia. 
Los holandeses mantuvieron el control sobre Nueva Guinea Occidental después de la guerra de Independencia de Indonesia y los Korps Mariniers sirvieron allí hasta 1962 cuando la colonia en el curso de la disputa de Nueva Guinea Occidental fue entregada a la Autoridad Ejecutiva Temporal de las Naciones Unidas.

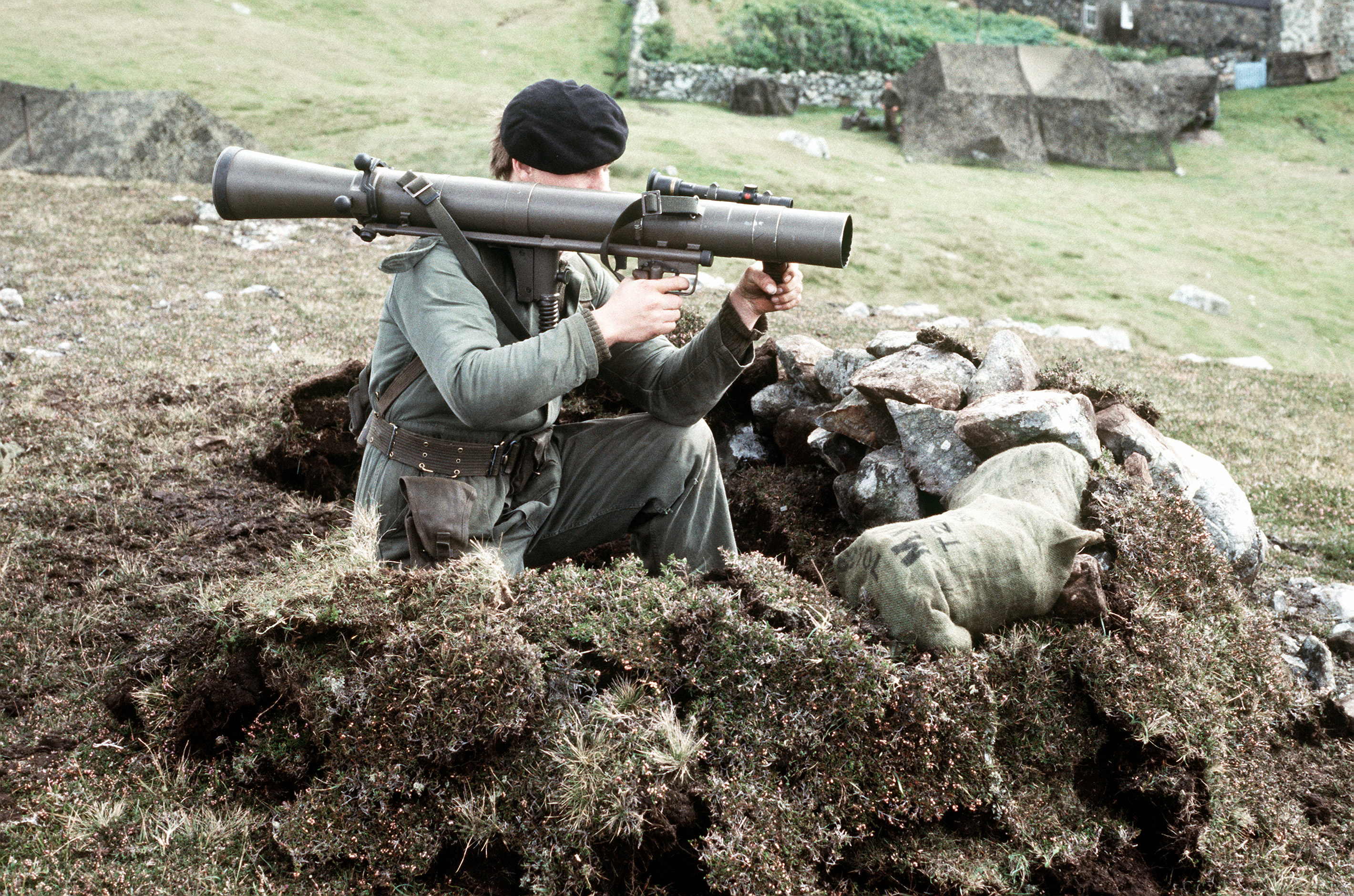
Marine apuntando un arma antitanque Carl Gustaf durante el ejercicio de la OTAN "Northern Wedding" en 1978.

### Historia reciente

#### Ex Yugoslavia
Los infantes de marina se han desplegado en la ex Yugoslavia durante múltiples despliegues, incluso en Bosnia, Kosovo y Macedonia. Los infantes de marina de la 1.ª Compañía de Morteros se desplegaron cerca de Sarajevo en 1995 con sus morteros MO-120 RT de 120 mm para neutralizar las posiciones de artillería y morteros serbios. Los mariniers formaban parte de la brigada multinacional. Por ejemplo, a las fuerzas especiales marinas se les encomendó la detención de los criminales de guerra yugoslavos, otras unidades marinas se han desplegado para acompañar y proteger los convoyes de refugiados en Kosovo.

#### Irak
En 1991, 400 infantes de marina además de 600 efectivos del Ejército Real de los Países Bajos se desplegaron en la región del Kurdistán de Irak como parte de la Operación Proporcionar Confort. El destacamento de infantes de marina estaba formado por una compañía de personal, una compañía de apoyo y dos compañías de infantería. Las unidades construyeron tres campos de refugiados que luego fueron transferidos a organizaciones civiles. Los últimos infantes de marina regresaron en julio de 1991.
En 2003 y 2004, dos batallones de marines se desplegaron en Irak como parte de la Fuerza de Estabilización de Irak (SFIR). Su base principal estaba ubicada en Camp Smitty en As Samawah. Una compañía de marines estaba ubicada en la aldea de Ar Rumaythah y otra en la aldea de Al Khidr.
Desde 2015, los marines han contribuido a la Operación Resolución Inherente proporcionando entrenamiento a los Peshmerga y las Fuerzas de Operaciones Especiales iraquíes como parte de la intervención militar internacional contra el Estado Islámico. 

#### Liberia
Desde el 18 de noviembre de 2003 hasta el 19 de febrero de 2004, se desplegó un pelotón de marines holandeses a bordo del HNLMS Rotterdam, un muelle de la plataforma de aterrizaje (LPD) de la Marina Real de los Países Bajos para proporcionar apoyo logístico a la Misión de las Naciones Unidas en Liberia (UNMIL).

#### Congo
Entre 2005 y 2006, el general de división de la Infantería de Marina Patrick Cammaert fue nombrado comandante de división de la Misión de las Naciones Unidas en la República Democrática del Congo (MONUC) por el secretario general de la ONU, Kofi Annan.

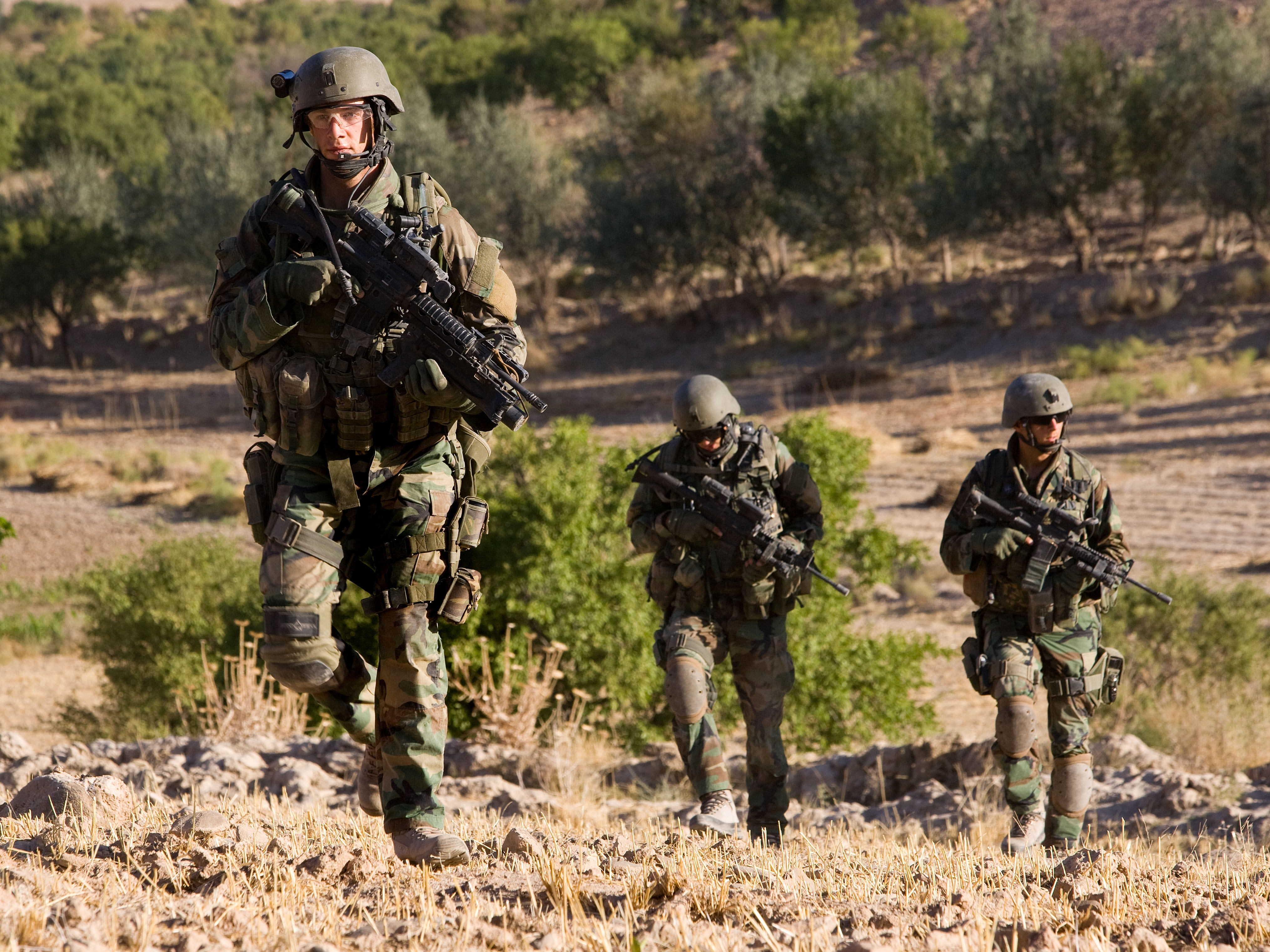
Marines holandeses de patrulla durante la Operación Ghat Mahay de varios días en las cercanías de Kakarak, Afganistán, en 2009

#### Afganistán
Desde el 11 de enero de 2002 hasta julio de 2010, se desplegaron marines en Afganistán como parte de la Fuerza Internacional de Asistencia para la Seguridad (ISAF). El segundo batallón y el hospital de campaña se desplegaron en Mazar-e Sharif en 2005 para brindar seguridad durante las elecciones. Los infantes de marina y el personal de la Armada también estaban estacionados en el Equipo de Reconstrucción Provincial en Pol-e-Khomri, provincia de Baglán. Tomaron el relevo de la Fuerza Aérea y el Ejército holandeses en 2005 y fueron relevados en octubre de 2006 cuando las fuerzas húngaras se hicieron cargo. Anteriormente, los marines se han desempeñado en Uruzgan como el equipo de mentores y enlaces operativos de la NLD, para reclutar y capacitar a nuevo personal militar del Ejército Nacional Afgano en la provincia de Uruzgan. 
El Escuadrón C de NLMARSOF se desplegó en Afganistán desde 2018 como parte de la Resolute Support Mission. Junto con los operadores de KCT, forman el Equipo Asesor de Operaciones Especiales (SOAT), que tiene la tarea de brindar capacitación y asistencia a la unidad táctica de la policía afgana Fuerza Territorial Afgana 888 (ATF-888) de la Policía Nacional Afgana.

#### Antipiratería
Desde 2008, los infantes de marina se han desplegado como equipos de abordaje a bordo de buques de la Marina Real de los Países Bajos, encargados de realizar operaciones de lucha contra la piratería frente a las costas de África Oriental. Los marines holandeses recibieron atención internacional tras la acción del 5 de abril de 2010, durante la cual el portacontenedores MV Taipan fue liberado de los piratas somalíes por un equipo de abordaje de la NLMARSOF. La operación fue filmada con una cámara montada en un casco y hecha pública por el Ministerio de Defensa, por lo que fue mostrada por los medios de comunicación de todo el mundo. Además, los hombres rana del NLMARSOF han llevado a cabo operaciones submarinas operativas extremadamente raras, incluido el sabotaje de barcos piratas. Desde 2011, el Cuerpo ha proporcionado Destacamentos de Protección de Buques (VPD) a los buques mercantes holandeses que navegan por áreas propensas a la piratería.

## Organización

### Estructura

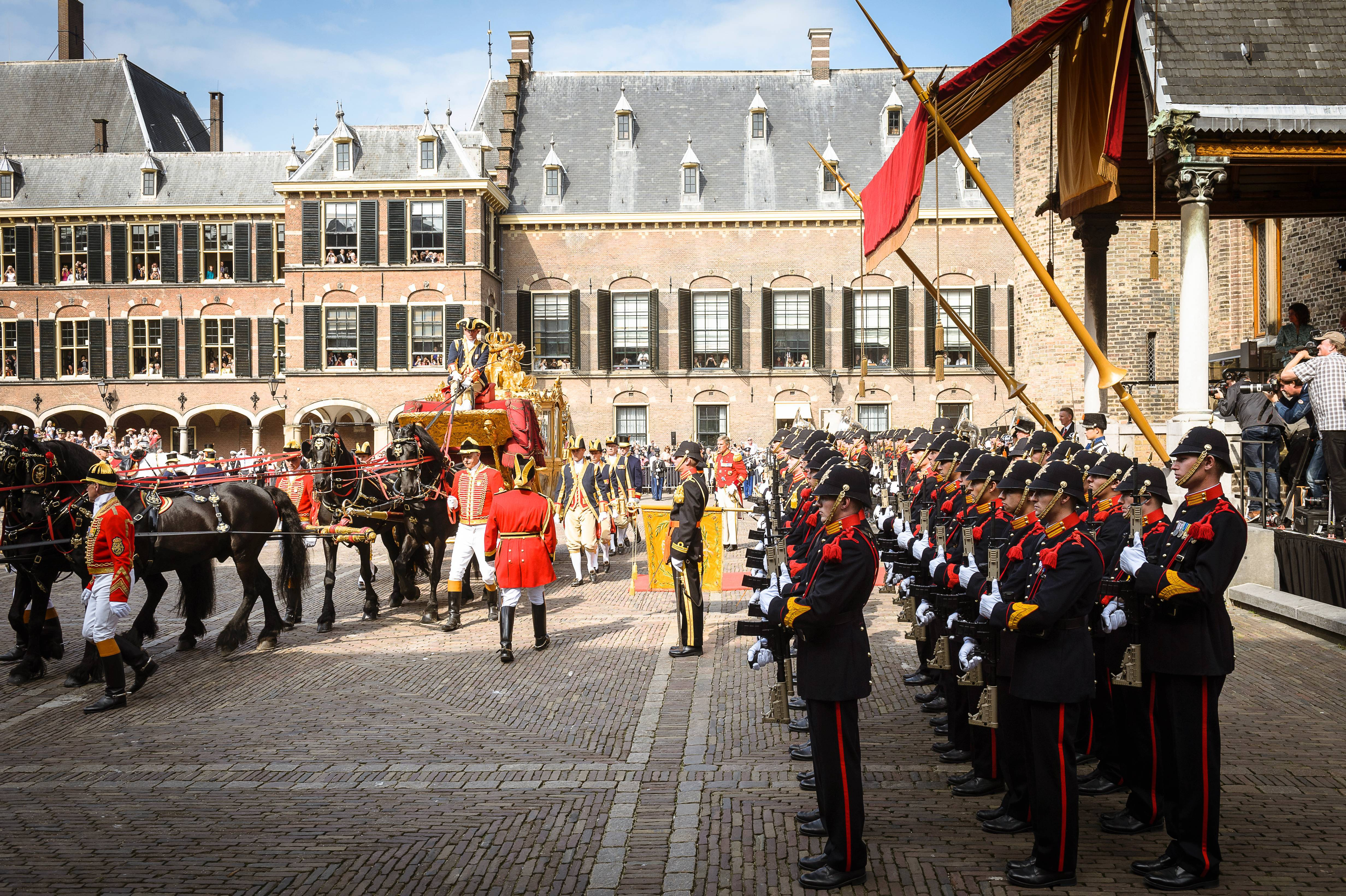
Marines en formación, presentando los colores al rey Willem-Alexander

El Cuerpo está encabezado por el Korpscommandant, un oficial en el rango de General de Brigada. Todas las unidades operativas están bajo el mando del Groepscommandant Operationele Eenheden Mariniers (GC-OEM, Group Commander Operational Units Marines). El elemento de mando a nivel de brigada de la Fuerza Marítima de los Países Bajos (NLMARFOR) es el cuartel general del personal operativo expedicionario que está comandado por un coronel. El elemento de combate principal del cuerpo consiste en dos Grupos de Combate Marinos (MCG) del tamaño de un batallón, el 1.er Grupo de Combate Marítimo es la principal contribución del Cuerpo de Marines de los Países Bajos a la Fuerza de Desembarco del Reino Unido / Países Bajos (UK / NL LF).
Tras la reorganización a gran escala de las fuerzas armadas en 2013, la Infantería de Marina de los Países Bajos también se vio afectada. Se reestructuró la composición organizacional, entre otros. Además, se cambió el nombre de todas las unidades:
- un grupo de fusileros de 8 hombres es ahora una sección de asalto de 14 hombres
- un pelotón de 30 hombres es ahora una Tropa de Incursión de 32 hombres
- una compañía ahora es un escuadrón de asalto que consta de 3 tropas de asalto
- un batallón es ahora un Grupo de Combate Marítimo que consta de 3 Escuadrones de Incursión, 1 Escuadrón de Apoyo al Combate, 1 Escuadrón de Apoyo al Servicio de Combate y 1 Escuadrón de Reconocimiento, Vigilancia y Adquisición de Objetivos

### Unidades

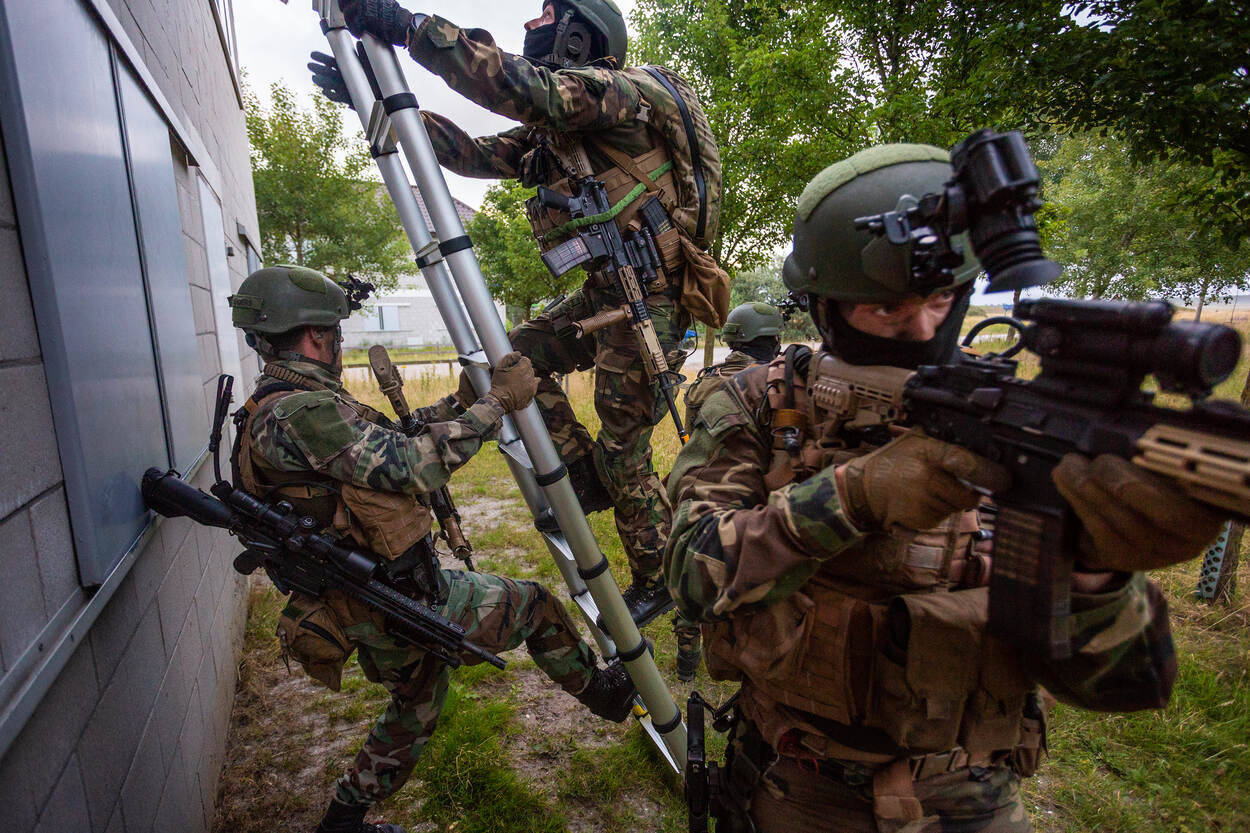
Infantes de marina durante un ejercicio de certificación en una aldea de entrenamiento, en 2018

#### Grupos de combate marinos
El Cuerpo consta de dos Grupos de Combate Marinos (MCG) del tamaño de un batallón, el 1.er MCG y el 2 ° MCG, que están encabezados por un teniente Coronel y cada campo tiene aproximadamente 726 hombres con un personal de mando que consta de 30 hombres cada uno.
Los tres escuadrones de asalto de cada MCG están comandados por mayores y constan de 108 hombres cada uno. Cada uno de los escuadrones de asalto tiene tres tropas de asalto con dos secciones de asalto de 16 hombres cada una por tropa.
Los escuadrones de reconocimiento, vigilancia y adquisición de objetivos (RSTA) están comandados por un comandante y están formados por 87 hombres. Cada escuadrón RSTA presenta una tropa de observadores avanzada con cuatro equipos de apoyo de fuego de seis hombres cada uno, una sección del sistema de vehículos aéreos no tripulados con UAV AeroVironment RQ-11 Raven y AeroVironment RQ-20 Puma, una tropa de francotiradores de reconocimiento, una tropa de mortero con morteros L16 de 81 mm y una sección de Defensa Aérea de Baja Altitud. Además, el personal del Escuadrón RSTA proporciona Células de Fuego Conjuntas para su Grupo de Combate Marítimo para coordinar todo tipo de apoyo de fuego.
Los Escuadrones de Apoyo de Combate consisten en 114 hombres y un personal de campo, una Tropa de Ingenieros de Asalto, una Tropa Anti-Armadura y una Tropa de Vehículos Blindados Todo Terreno. Cada una de estas tres tropas tiene tres secciones idénticas, y cada sección apoya a un Escuadrón de Incursión del Grupo de Combate de la Marina. La tropa de ingenieros de asalto también proporciona capacidades de detección de dispositivos explosivos improvisados. La Tropa Antitanque proporciona apoyo de fuego directo con misiles guiados antitanque Spike. La Tropa de vehículos blindados todo terreno proporciona vehículos blindados de transporte de personal todo terreno Bv 206S y BvS 10 para transportar a los tres escuadrones de asalto.
El Escuadrón de Apoyo al Servicio de Combate cuenta con 171 miembros del personal y proporciona mantenimiento, apoyo médico y logístico. Cada Escuadrón de Apoyo al Servicio de Combate consta de una Tropa de Taller, una Tropa de Transporte, una Tropa de Apoyo de Equipo, una Tropa de Apoyo Médico y una Tropa de Sistemas de Información y Comunicación.

#### Fuerzas de Operaciones Especiales Marítimas de los Países Bajos

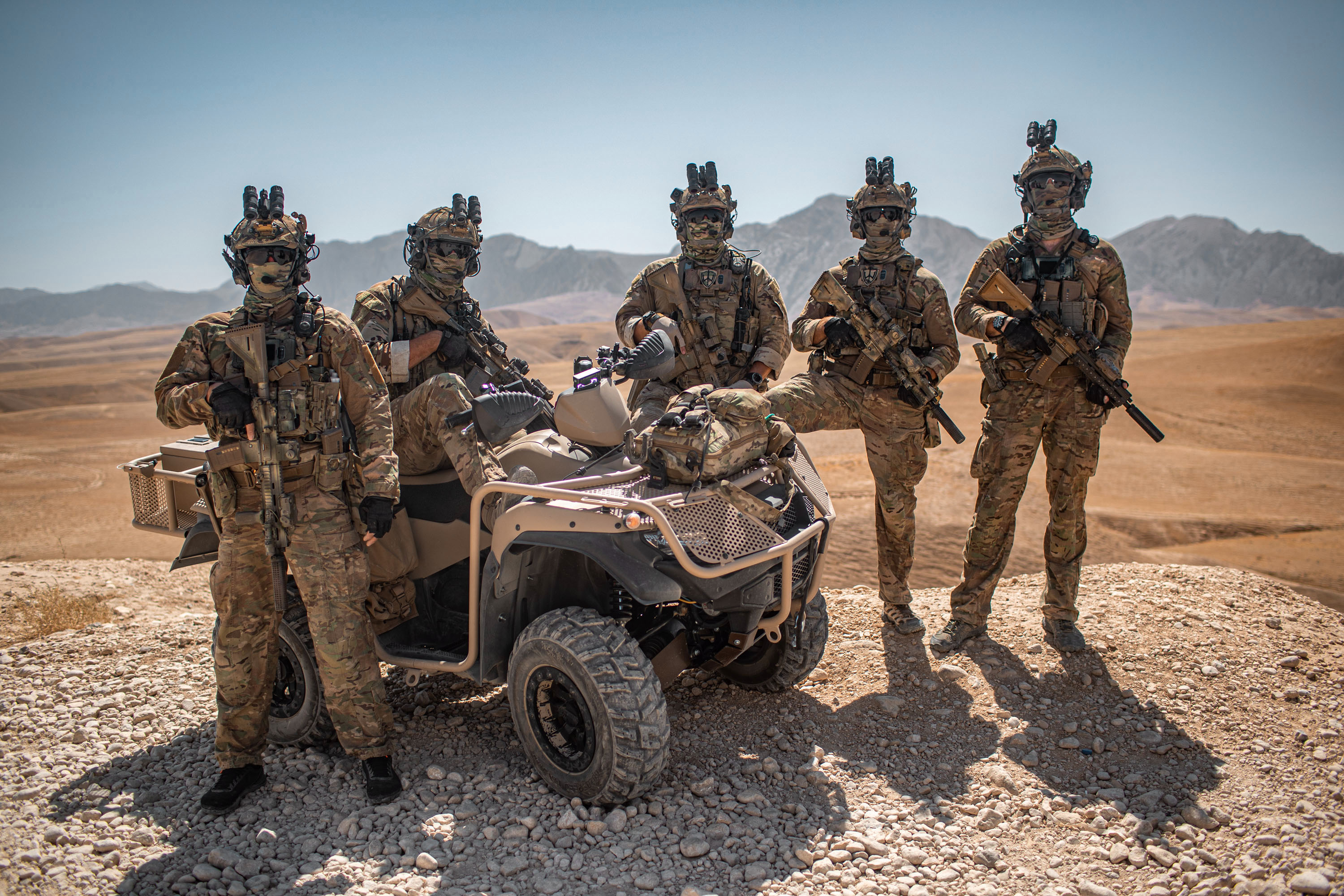
Operadores NLMARSOF del Equipo Asesor de Operaciones Especiales (SOAT) en el norte de Afganistán en 2019

Las Fuerzas de Operaciones Especiales Marítimas de los Países Bajos (NLMARSOF) son el elemento SOF del Cuerpo. NLMARSOF consta de dos escuadrones operativos, un escuadrón de entrenamiento, un elemento logístico y un grupo de apoyo. El Escuadrón Marítimo contra el Terrorismo (Escuadrón M) consta de tres tropas y tiene la tarea de combatir amenazas terroristas nacionales complejas y a gran escala. Opera como un elemento integral del Dienst Speciale Interventies (DSI) de la Policía Nacional. El Escuadrón Convencional (Escuadrón C) tiene la tarea de realizar todo el espectro de operaciones especiales en el extranjero. El Escuadrón C tiene tres tropas; dos tropas de hombres rana especializadas en operaciones submarinas y una tropa líder de montaña especializada en guerra de montaña. El C-Squadron se puede desplegar en submarinos, paracaídas, diversos transportes submarinos y motos de nieve. El Escuadrón de Entrenamiento (Escuadrón T) capacita a todos los aspirantes a operadores de MARSOF además de brindar capacitación operativa. El Grupo de Apoyo de las Fuerzas de Operaciones Especiales (SOFSG) proporciona apoyo operativo, mientras que el Grupo de Apoyo Logístico (LSG) es responsable del mantenimiento, adquisición y almacenamiento de todo el equipo.

#### Grupo de Entrenamiento y Asalto de Superficie

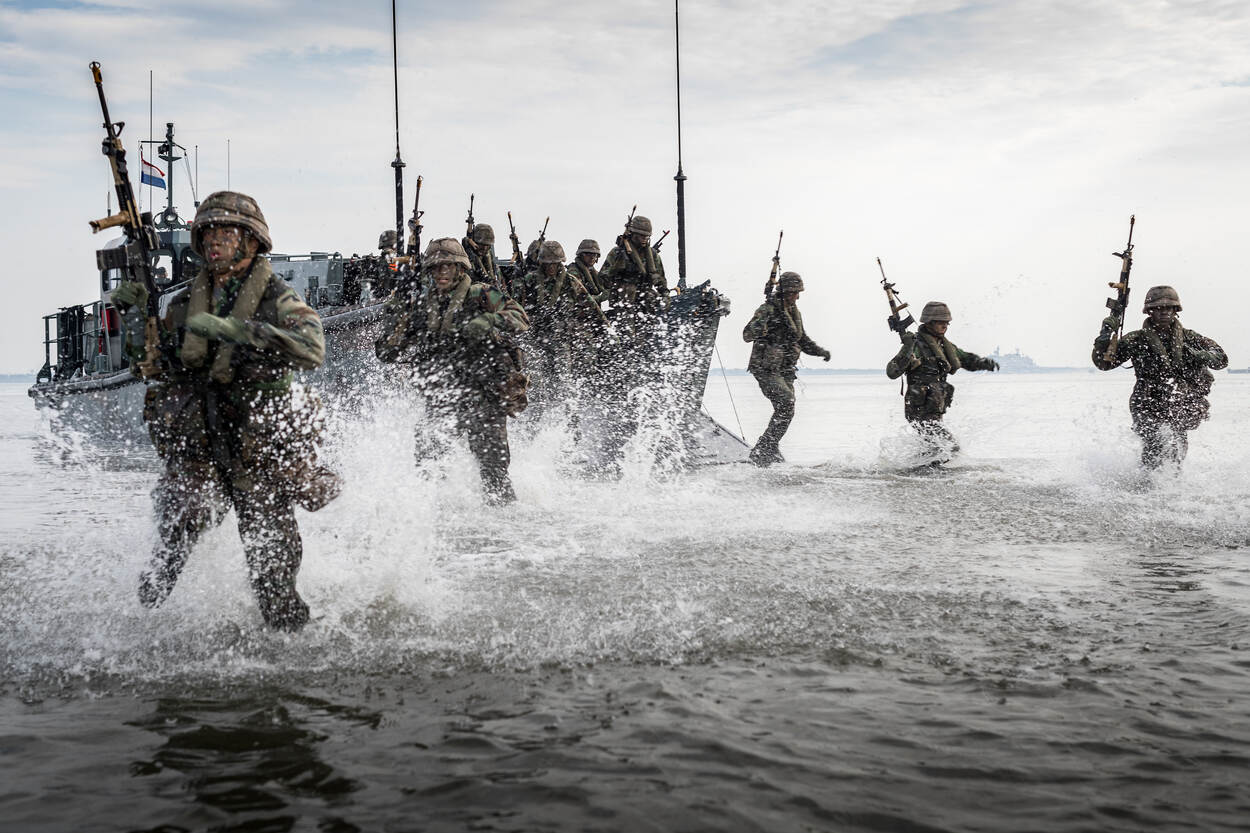
LCVP de la Marina Real de los Países Bajos durante el entrenamiento anfibio en Texel.

El Grupo de Entrenamiento y Asalto de Superficie (SATG) proporciona al Cuerpo de Marines embarcaciones marítimas. El Grupo de Entrenamiento y Asalto de Superficie consta de 241 hombres; además del personal, cuenta con un Grupo de Apoyo Anfibio, una Tropa de Utilidad de Lanchas de Desembarco (LCU), una Tropa de Personal de Vehículos de Lanchas de Desembarco (LCVP), un Escuadrón de Embarcaciones de Intercepción Rápida y de Fuerzas Especiales (FRISC), un Equipo de Control de Lanchas de Desembarco Ligero y un Equipo de control de embarcaciones de desembarco pesado. El Grupo de Apoyo Anfibio brinda apoyo logístico para el SATG. La Tropa LCU coloca cinco Landing Craft Utility con sus tripulaciones, mientras que la Tropa LCVP coloca 12 LCVP con sus tripulaciones.
El Escuadrón FRISC presenta tres tropas: una tropa con Artesanías de Incursión para los Grupos de Combate Marinos, una tropa con Artesanías Antiterroristas Marítimas (MCT) para el Escuadrón Antiterrorista Marítimo y una tropa con Artesanías de Operación Especial e Interceptores para el Escuadrón Convencional de la Marítima Fuerzas de Operaciones Especiales. Los dos equipos de control de embarcaciones de desembarco constan de un personal, un grupo de reconocimiento de playa, un grupo de control de playa y un grupo de vehículos pesados. El Landing Craft Control Team Heavy está equipado con vehículos de recuperación blindados de playa Leopard 1 BARV. Ambos grupos de playa reciben un equipo de buzos para despejar minas, barreras y otros obstáculos de las playas de desembarco.

#### Grupo de apoyo con base en el mar
Cuenta con 98 hombres y coordina el apoyo logístico operacional marítimo para las unidades marinas embarcadas en los buques de transporte anfibio de la clase Rotterdam.  El Grupo de Apoyo con Base en el Mar cuenta con una Tropa de Apoyo de Equipo, una Tropa de Armas y Municiones, una Tropa de Taller y Transporte y una Tropa de Comunicaciones y Sistemas de Información (CIS).

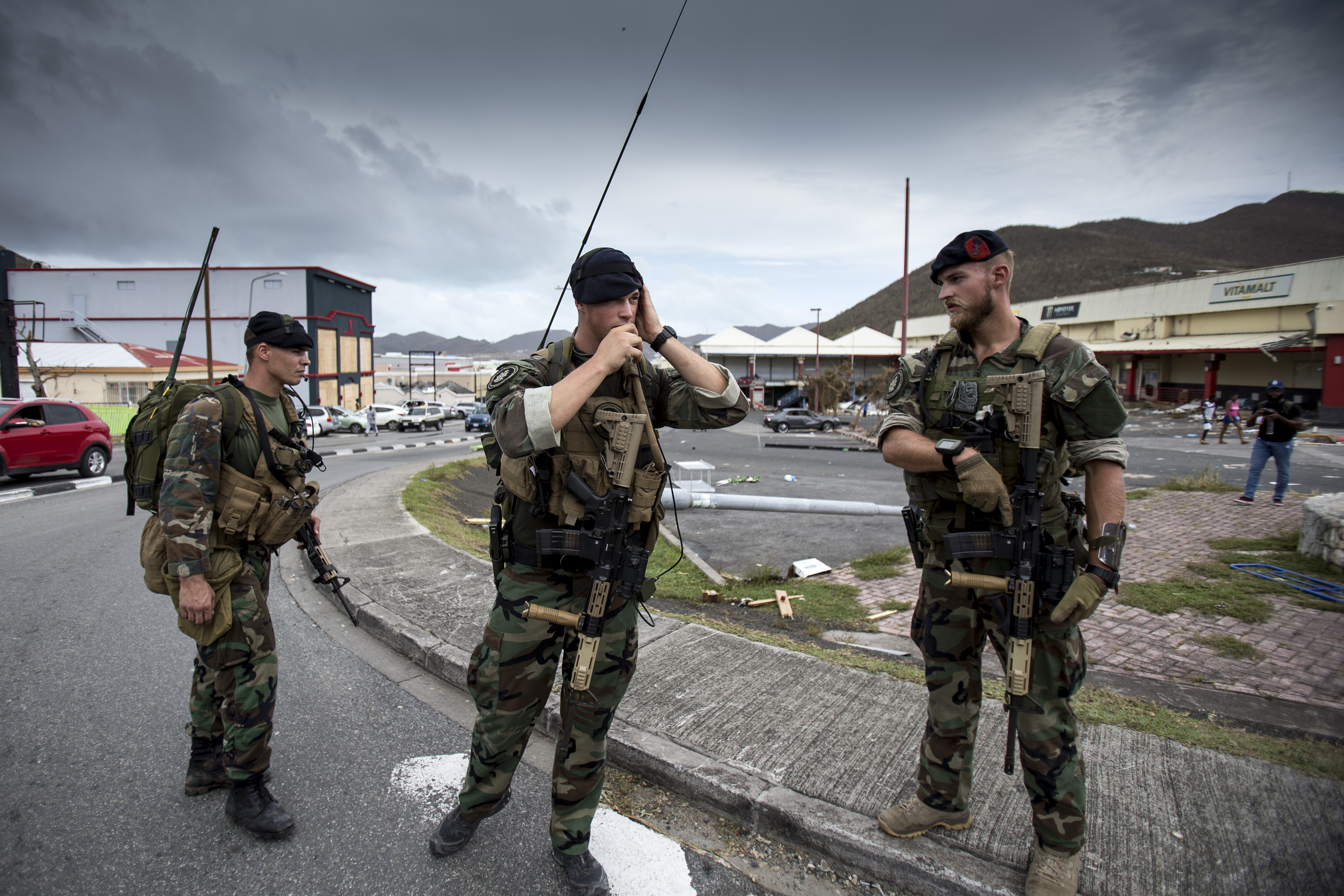
Marines desplegados en Sint Maarten después del huracán Irma en 2017. Los infantes de marina brindaron asistencia médica y mantuvieron el orden en la isla

#### 32 ° Escuadrón de Incursión (Fuerzas Holandesas del Caribe)
El 32.º Escuadrón de Incursión (Fuerzas Holandesas del Caribe) consta de 153 efectivos y está estacionado en Aruba y es responsable de la defensa de las Antillas Neerlandesas. El 32.º Escuadrón de Incursión recae operacionalmente bajo el mando del Comandante Naval del Caribe (CZMCARIB). El 32.º Escuadrón de Incursión está estacionado en el Cuartel de los Marineros de Korps Savaneta (Aruba). Los marines de Aruba también participan en operaciones antidrogas. El escuadrón está comandado por un mayor y consta de un cuartel general, 3 tropas de asalto y las siguientes unidades de apoyo, una tropa de asalto rápido, interceptación y naves de fuerzas especiales (FRISC) con 12 botes y una tropa de apoyo del servicio de combate para el transporte, la logística, mantenimiento y atención médica.

#### Comando de Entrenamiento Marítimo
El Comando de Entrenamiento Marítimo (MTC) se encarga de la validación, calificación y entrenamiento de todas las unidades operativas del Cuerpo. Además, el comando es responsable de mantener la preparación y la calidad adecuadas mediante la implementación de estrictos estándares de capacitación. Sus programas de entrenamiento se adaptan a los programas de su flota equivalente, el Sea Training Command (STC), con el fin de maximizar la eficiencia e interoperabilidad de los marines y la flota. El comando está dirigido por un coronel.

#### Centro de educación marina
El Centro de Educación Marina (Mariniersopleidingscentrum, MOC) tiene la tarea de seleccionar, capacitar y educar a los nuevos reclutas marinos. El MOC proporciona todo el entrenamiento básico marino y tiene su base en el Cuartel de Van Ghent en Róterdam, dirigido por un Teniente Coronel.

### Ubicaciones
La mayoría de las unidades operativas tienen su base en Van Braam Houckgeestkazerne en Doorn, en la provincia de Utrecht. Debido a la antigüedad de la ubicación, se está construyendo una nueva base en Kamp Nieuw Milligen, cerca de la ciudad de Apeldoorn. El Van Ghentkazerne tiene su sede en la ciudad de Róterdam y proporciona la formación básica y muchos otros cursos de formación dentro del Cuerpo. El Joost Dourleinkazerne tiene su base en la isla de Texel y funciona como una base de operaciones avanzada para el Grupo de Entrenamiento y Asalto de Superficie desde el cual se puede emplear todo tipo de entrenamiento anfibio. Además, el Cuerpo tiene múltiples bases y ramas auxiliares en el Caribe Neerlandés. A continuación se muestra una descripción general de las bases del Cuerpo:

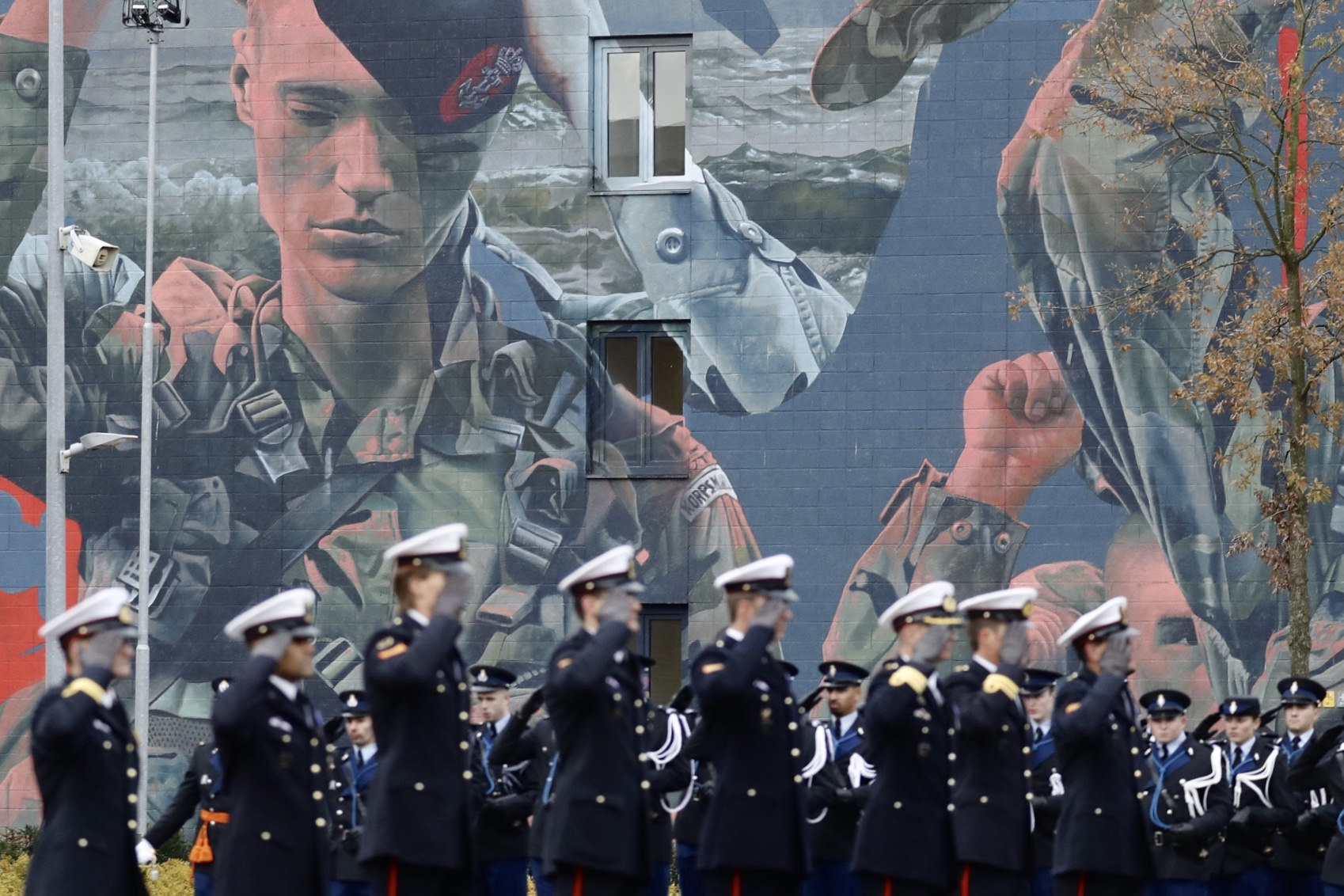
Mural en las paredes del Van Ghentkazerne en Róterdam

- Van Braam Houckgeestkazerne - Doorn, Utrecht
- Van Ghentkazerne - Róterdam, Holanda Meridional
- Joost Dourleinkazerne - Texel, Holanda Septentrional
- Marinebasis Parera - Willemstad, Curazao
- Marinierskazerne Savaneta - Savaneta, Aruba
- Marinekazerne Suffisant - Curazao
- Marinesteunpunt Pointe Blanche - Sint Maarten

## Reclutamiento y formación
Los mariniers son conocidos por sus arduos programas de entrenamiento, que se centran principalmente en las dificultades. Debido a su estrecha y duradera cooperación con su homólogo británico, los Royal Marines, los programas de formación son muy similares para ambas unidades. Aunque a las mujeres se les ha permitido unirse a Korps Mariniers desde principios de 2017, ninguna mujer ha completado con éxito la formación básica todavía.
Dependiendo de la formación académica, hay dos posibilidades de carrera para convertirse en un infante de marina holandés: infante de marina alistado y oficial de la marina. Una descripción general de los cursos de formación náutica:
- EVO (Elementaire Vakopleiding: el entrenamiento inicial para convertirse en un marine alistado en los Países Bajos dura aproximadamente 33 semanas (8 meses, aproximadamente el equivalente al de los Royal Marines británicos). Se imparte en el Mariniers Opleidingscentrum (MOC) de Van Ghentkazerne en Róterdam. Es riguroso y muy exigente, tanto física como mentalmente, y finalmente solo pasarán del 30% al 50% de los candidatos. Si se completa con éxito, los reclutas reciben su "boina azul oscuro" y serán asignados a las unidades operativas del Comando de Entrenamiento de Marineros (MTC).
- VVO (voortgezette vakopleiding): El entrenamiento para convertirse en un cabo marino dura alrededor de 20 semanas. Después de 4 a 5 años de experiencia, los infantes de marina que exhiben cualidades notables pueden postularse para este curso, donde se les evalúa en cualidades de liderazgo y diversas habilidades militares. Antes del curso real, estos marines recibirán segmentos del curso, como instructor de tiradores, en una etapa anterior.[5] Sólo a través de la experiencia puede un cabo marino convertirse en sargento.
- POTOM (Praktische Opleiding tot Officier der Mariniers - formación de oficiales): la formación inicial para convertirse en oficial de marina en los Países Bajos dura un total de 22 meses, comenzando con 11 meses intensivos de formación práctica de oficial de marina y seguida de 11 meses de formación teórica y cursos prácticos. El entrenamiento se considera uno de los programas de entrenamiento militar inicial más exigentes a nivel mundial, y generalmente más del 70% de los posibles oficiales abandonan la escuela.[6] Esta parte del programa de formación inicial es modular, lo que significa que se compone de 4 fases. Primero, los posibles oficiales aprenderán las habilidades básicas de cada infante de marina alistado, lo que lleva alrededor de 10 semanas. Después de la fase uno viene la segunda fase, al mando de una sección de asalto de 14 marines. Este módulo tiene una duración de 8 semanas y enfatiza las operaciones nocturnas. Después de completar con éxito la segunda fase, comienza la tercera fase, que se centra en comandar una tropa de asalto de 32 marines. La cuarta fase se centra en el mando de una tropa de asalto en diferentes dominios (por ejemplo, entorno urbano, marítimo). Los dos últimos módulos son los más largos, y tanto los Korps Mariniers como los equipos de formación de oficiales de los Royal Marines británicos proporcionan formación cruzada.Al completar con éxito el 'POTOM', los candidatos deben completar otro año de capacitación para oficiales generales en el Koninklijk Instituut voor de Marine (Real Academia Naval Holandesa). Una vez finalizado esto, el oficial de marina será asignado a una de las unidades operativas dentro del Comando de Entrenamiento Marítimo (MTC).

### Entrenamiento operacional
Durante el entrenamiento operativo, hay más énfasis en varias otras tácticas en la guerra anfibia, y se necesitará alrededor de un año obtener la certificación MARSOC (Maritime Special Operations Capable), que tendrá una duración de dos años. Los SOC pueden operar en cualquier entorno del mundo, bajo cualquier condición y circunstancia. Por lo tanto, los marines holandeses entrenan regularmente en condiciones árticas, selváticas, desérticas, de gran altitud, marítimas y urbanas, y se embarcan en varias misiones de entrenamiento en todo el mundo. En estos dos años, los SOC trabajarán en estrecha colaboración con los pelotones de MARSOF en todo el mundo y pueden optar por alistarse para una mayor especialización.

### Especialización
Los marines experimentados pueden obtener diversas especializaciones, como por ejemplo: instructor de armas, especialista en morteros, comunicaciones o armas pesadas, tirador designado, francotirador, ingeniero de asalto, médico o paracaidista en caída libre. Algunas de estas especializaciones requieren el rango de cabo antes de poder seguir la formación de especialización y no deben superar una determinada edad máxima.

## Equipo
Las armas de infantería básicos de los Korps Mariniers son el fusil de asalto Colt Canadá C7, la carabina Colt Canadá C8 y la pistola Glock 17. El fuego de apoyo es proporcionado por el arma automática del escuadrón Colt Canada LOAWNLD, la ametralladora de uso general FN MAG y la ametralladora pesada Browning M2 (que generalmente está montada en un vehículo); fuego indirecto por el mortero L16A2 de 81 mm. Los francotiradores operan el HK417, mientras que los rifles de francotirador incluyen el Accuracy AWM y Accuracy International AXMC (con cámara en .338 Lapua Magnum) y el rifle antimaterial Barret M82 (con cámara en .50 BMG). Los lanzagranadas incluyen el Heckler & Koch UGL, M320 GLM y Heckler & Koch GMG, el último lanzagranadas automático montado en un vehículo. Las Tropas Antitanque operan el arma antitanque Panzerfaust 3 y Spike MRAT. Además, NLMARSOF tiene acceso a armamento adicional para sus tareas específicas. Estos incluyen el arma de defensa personal FN P90, las carabinas HK416 y SIG Sauer MCX y el arma antitanque M72 LAW.

### Vehículos
Blindados
Las Tropas de Vehículos Blindados Todo Terreno (AATV) están equipadas con 74 vehículos anfibios con orugas BvS10; 46 vehículos de transporte de personal, 20 vehículos de mando, 4 vehículos de recuperación y 4 ambulancias. Se están utilizando cuatro BARV Leopard 1, encargados de recuperar vehículos durante los asaltos anfibios.
Movilidad ligera
Los vehículos tácticos Land Rover 110XD proporcionan movilidad ligera, que deben ser reemplazados por 100 nuevos vehículos blindados con capacidad anfibia en 2023. Los Mercedes-Benz G280 CDI que se utilizaron en el Caribe Neerlandés han sido reemplazados por 60 nuevos DMV Anaconda 4x4 especialmente diseñados, que se basan en el Iveco Daily 4x4. 
Buques
Los marines tienen acceso a una gran flota de embarcaciones. Las dos plataformas de desembarco (LPD) de la Marina Real de los Países Bajos, HNLMS Rotterdam y HNLMS Johan de Witt, son capaces de transportar un grupo de combate marino completo y su equipo y pueden transportar 4 LCU o 6 LCVP más pequeñas lanchas de desembarco (o una combinación de 2 LCU y 3 LCVP) en su gran muelle interno. La flota del Cuerpo incluye cinco Landing Craft Utility Mk. II (LCU), que son capaces de transportar tres camiones, dos vehículos blindados, un BARV o 130 marines totalmente equipados y están armados con dos ametralladoras Browning M2.50. Además, se operan doce Embarcaciones de Desembarco Personal Mk5C (LCVP), que son capaces de transportar dos Land Rover, un Bv 206S o 35 soldados totalmente equipados y están armados con 2 ametralladoras FN MAG. Además, los marines tienen acceso a una flota de 48 naves de asalto rápido, interceptación y fuerzas especiales (FRISC); 11 para uso en operaciones especiales, 12 para uso en el Caribe Neerlandés, 17 para uso como pequeñas embarcaciones de desembarco y 6 para uso en combinación con las OPV de la Clase Holland .
Aviación

El Cuerpo coopera estrechamente con el componente de helicópteos del Comando de Defensa utilizando NH90, CH-47 Chinook y Cougar AS532.

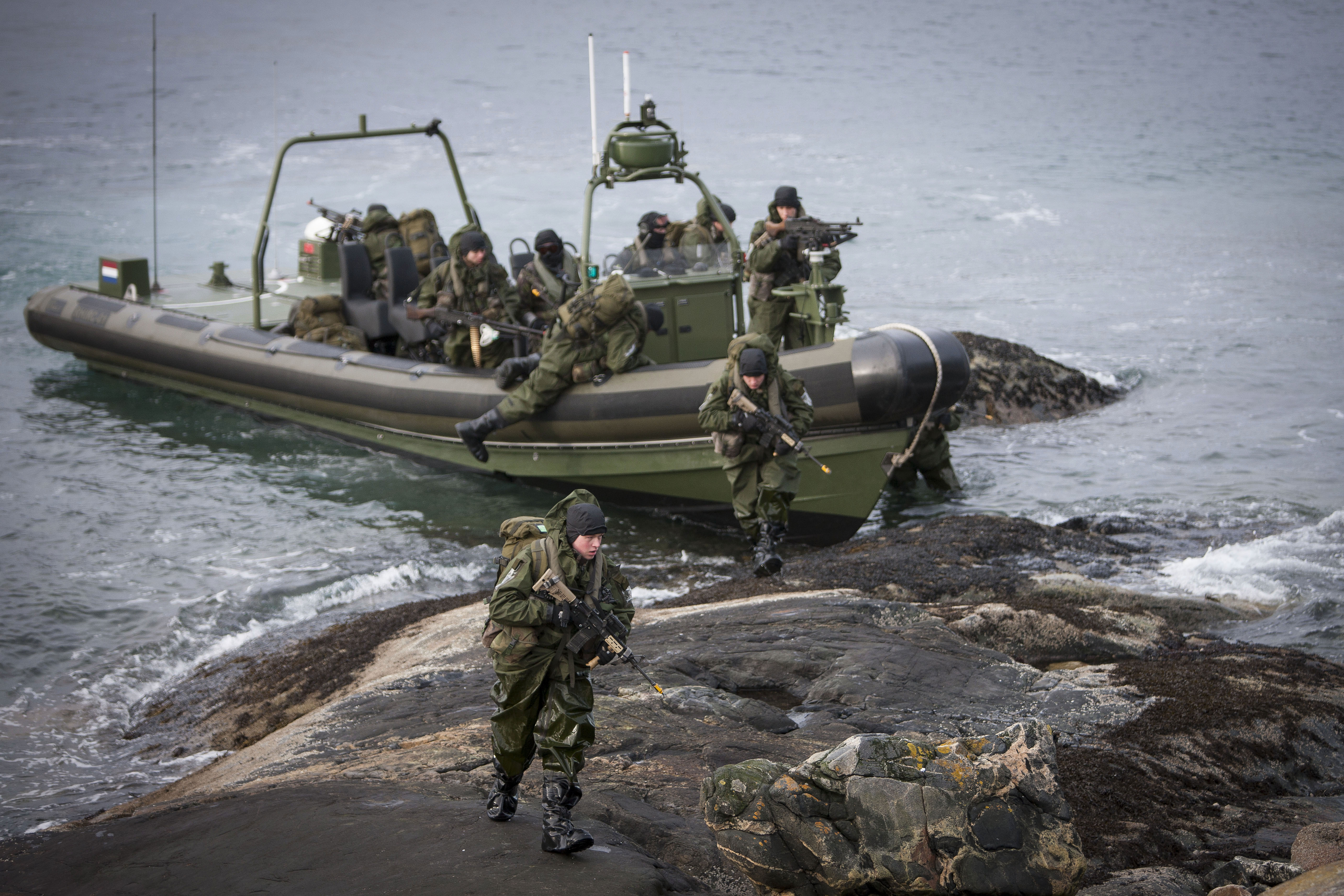
FRISC durante el entrenamiento ártico en Noruega.
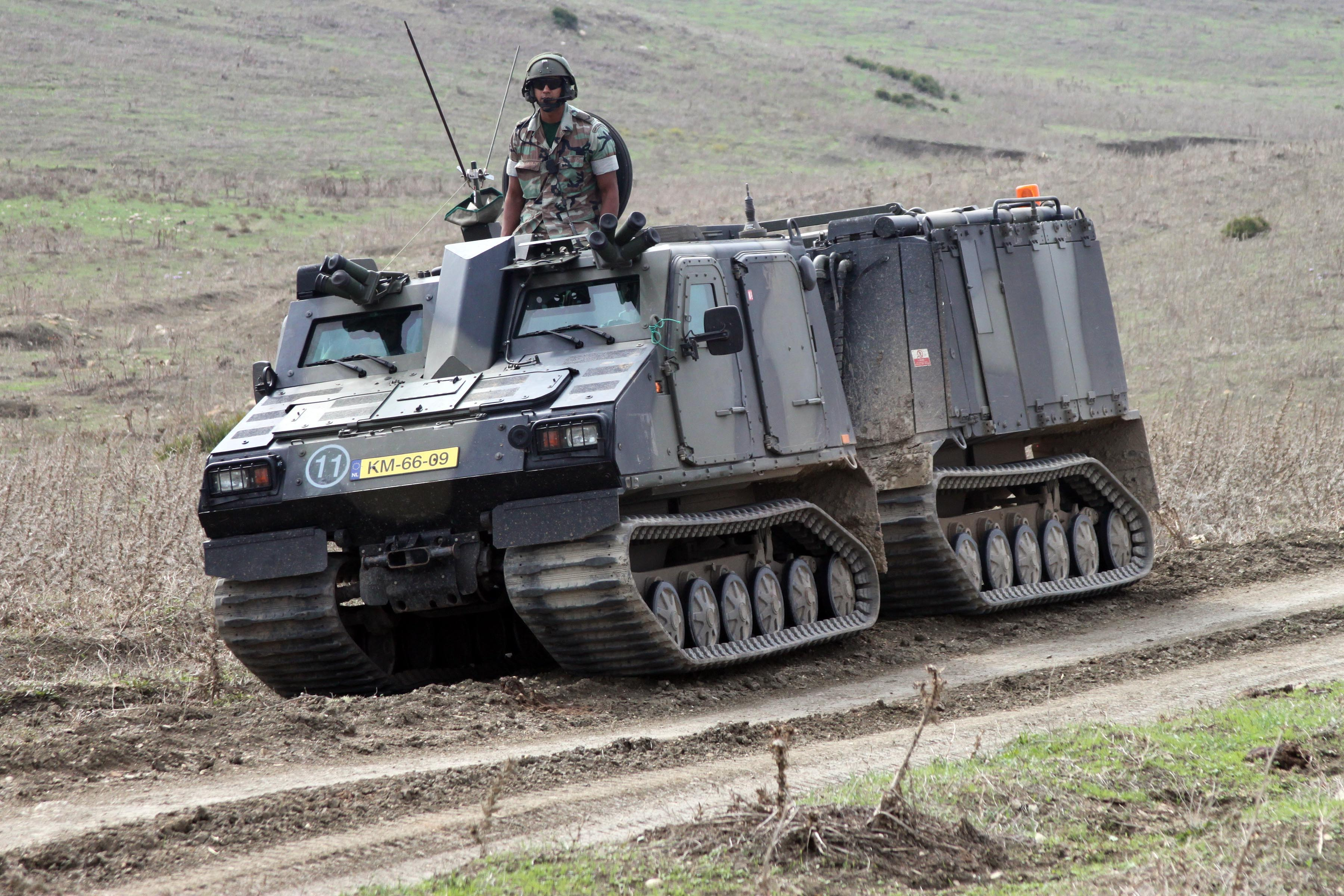
Bv S10 Viking durante el ejercicio Trident Juncture 2015.
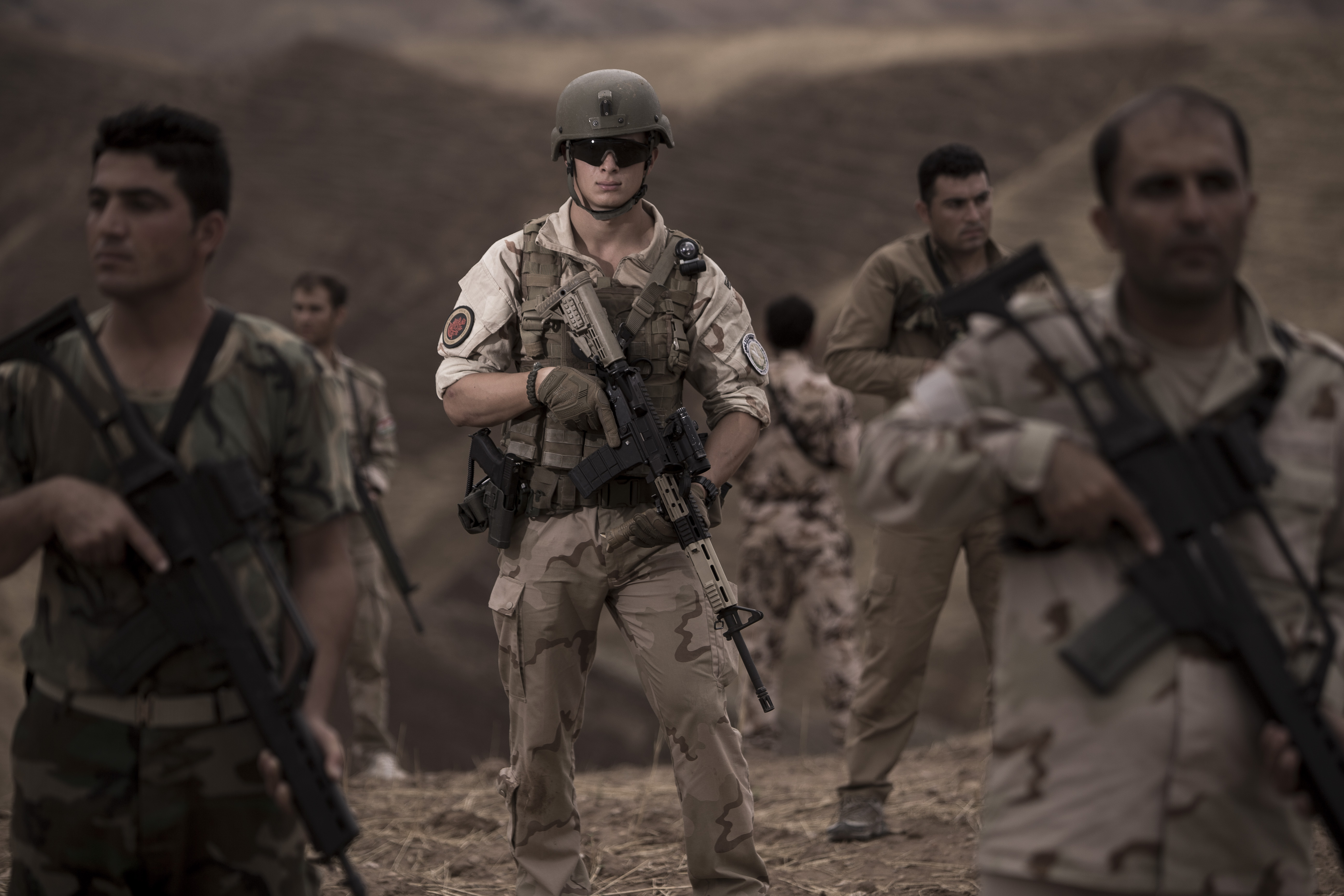
Marine con Colt Canada C7 durante la misión de desarrollo de capacidades en Irak (CBMI).
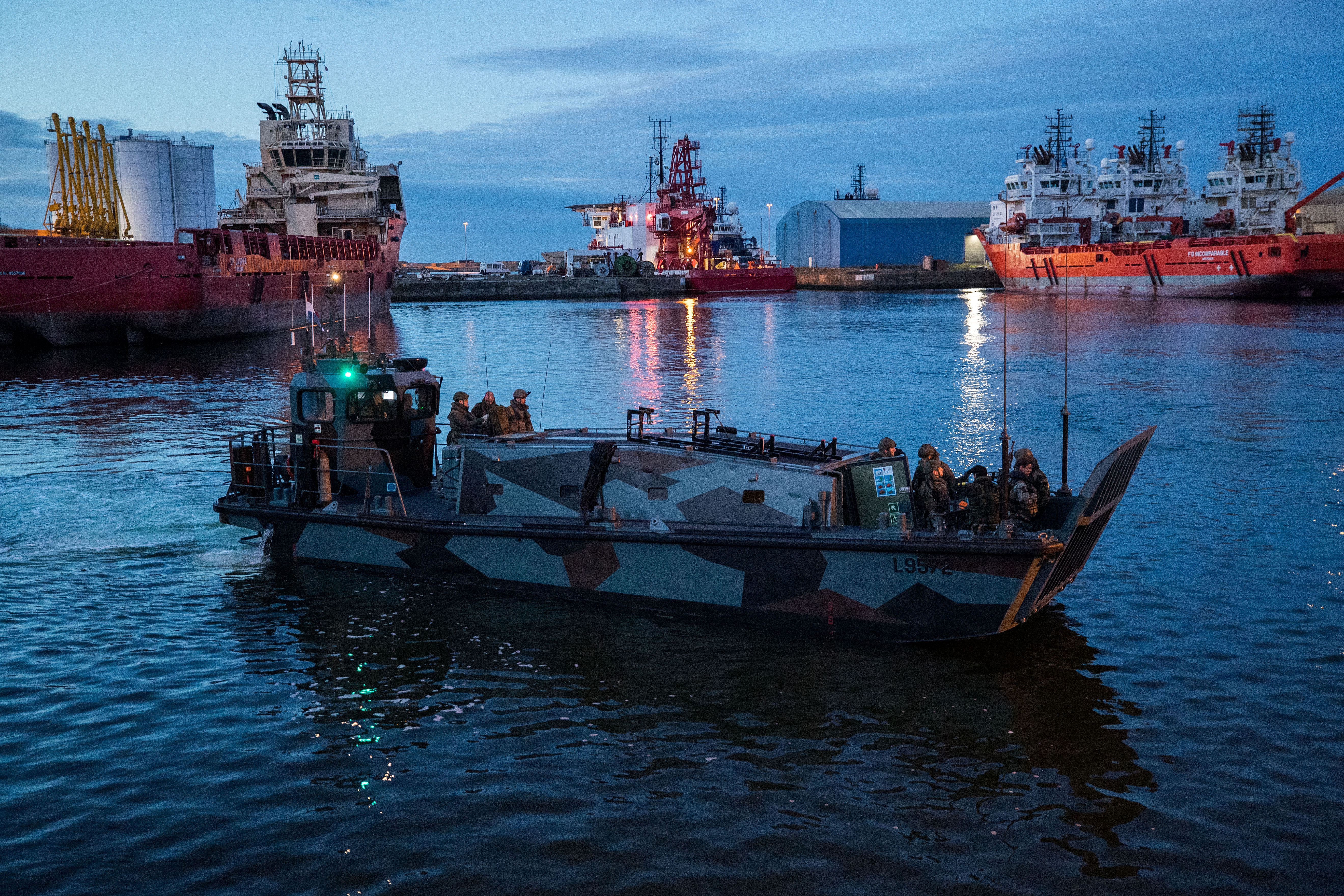
(NL) LCVP con marines del 21 Raiding Squadron durante un ejercicio de certificación.

## Tradiciones

### Uniformes
El Cuerpo tiene múltiples uniformes distintivos. El uniforme de combate estándar del Cuerpo se basa en el Uniforme de Vestimenta de Batalla (BDU) en el patrón de bosque, a diferencia del uniforme de combate basado en el Material de Patrón Disruptivo (DPM) de los otros servicios de las Fuerzas Armadas de los Países Bajos. Este uniforme de combate será reemplazado por nuevos uniformes de combate a partir de 2023. Los operadores de NLMARSOF y otras unidades seleccionadas usan uniformes de combate en el patrón comercial Multicam.
El uniforme de gala de servicio se puede usar durante la oficina diaria, los cuarteles y con fines no relacionados con el campo. El uniforme consta de pantalón con ribetes rojos y chaqueta (ambos de tela azul oscuro), camisa de vestir blanca con corbata negra y tocado (boina o gorra de visera). El uniforme se puede complementar con guantes de cuero marrón, adornos usados en disposición prusiana y un cinturón con pistolera.
El uniforme de gala se usa durante ocasiones formales, como una cena o un baile, y consiste en un esmoquin, complementado con una gorra de pico y medallas en miniatura.

El uniforme de gala consta de una chaqueta azul oscuro con cuello rojo, pantalón azul oscuro con ribetes rojos, fajín naranja (usado por los oficiales), casco de médula, fourragères, guantes blancos y un sable .

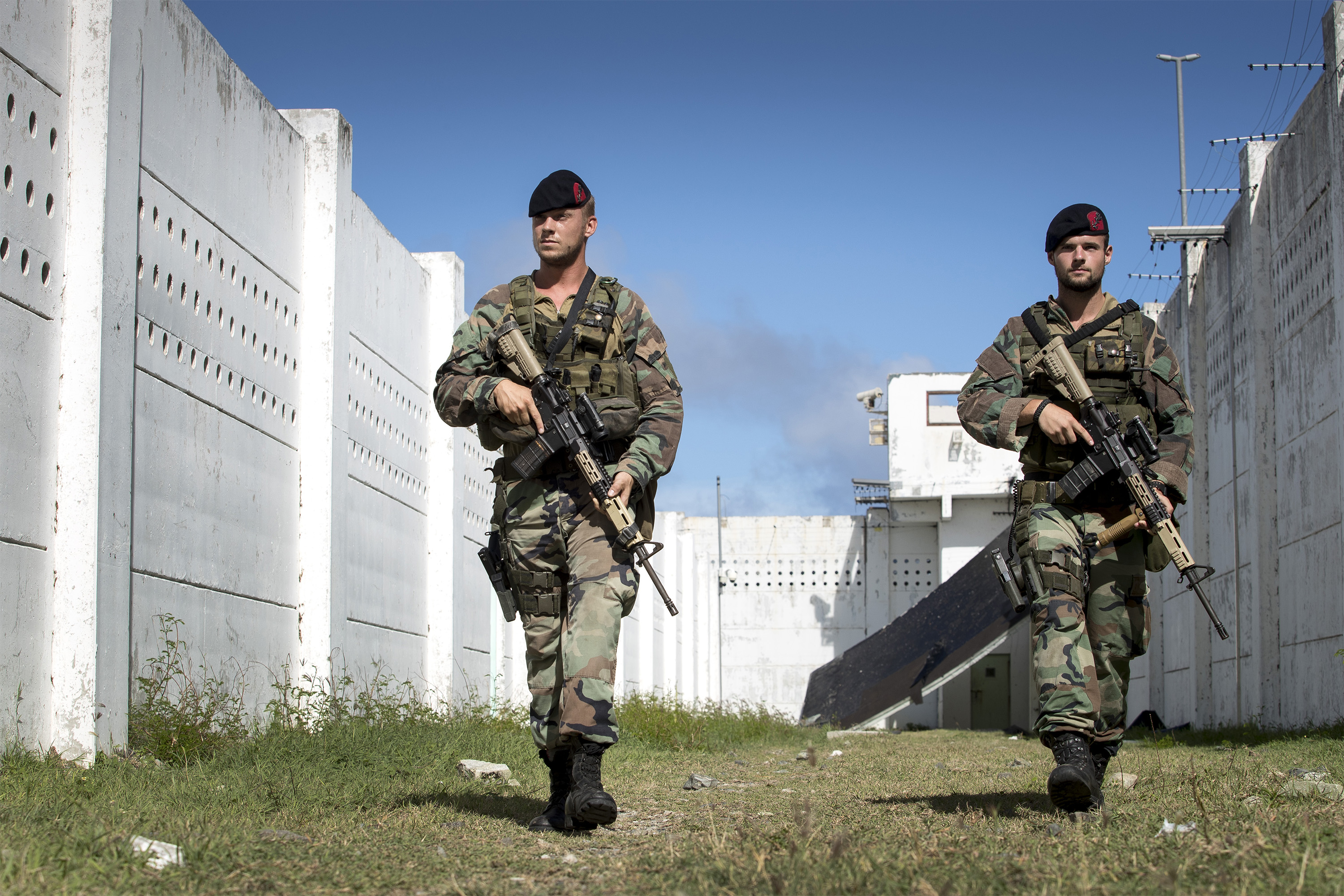
Uniforme de combate de Woodland usado por los marines en Sint Maarten, en 2017.
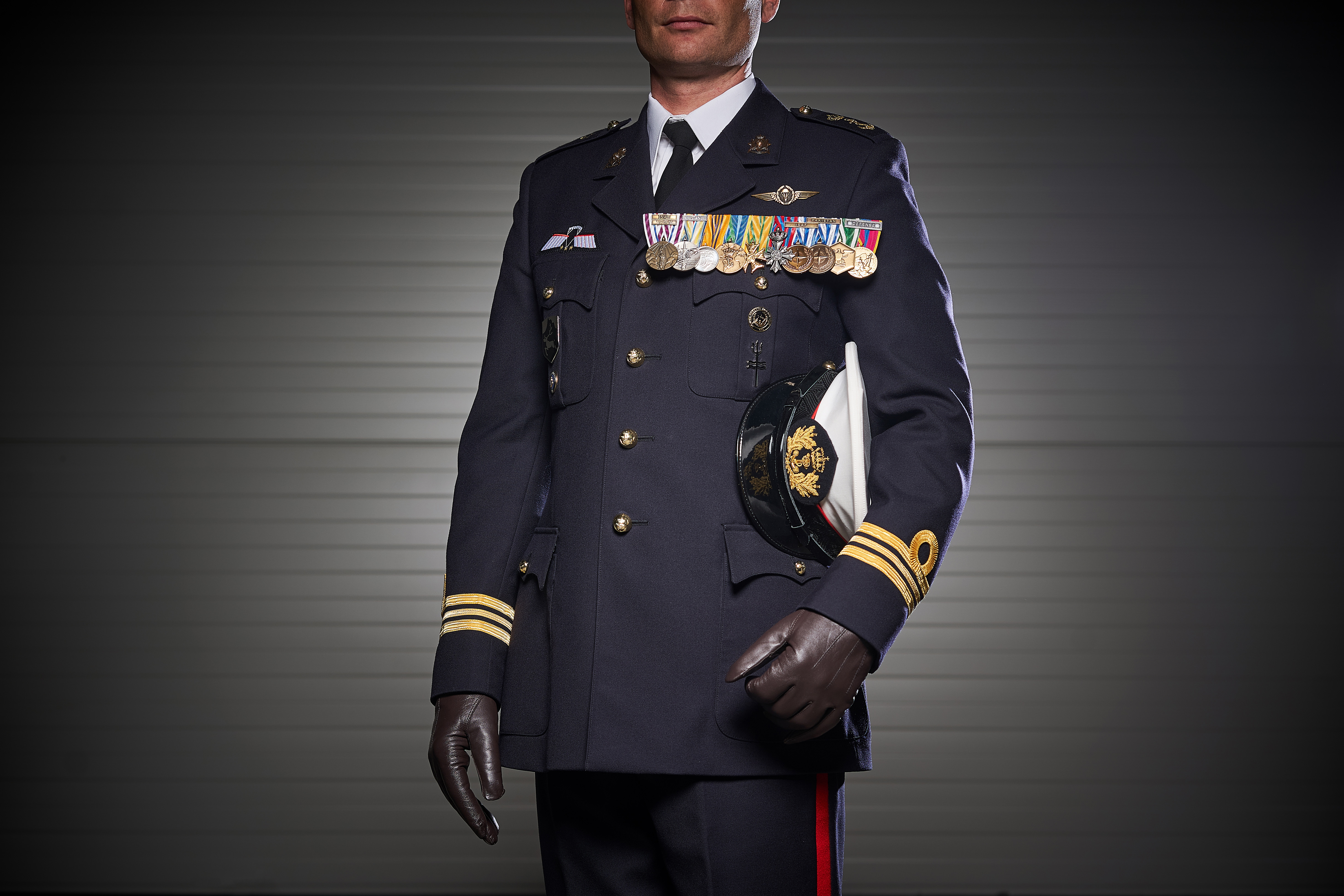
Uniforme de gala de servicio de un Mayor, las decoraciones se usan en el arreglo prusiano.
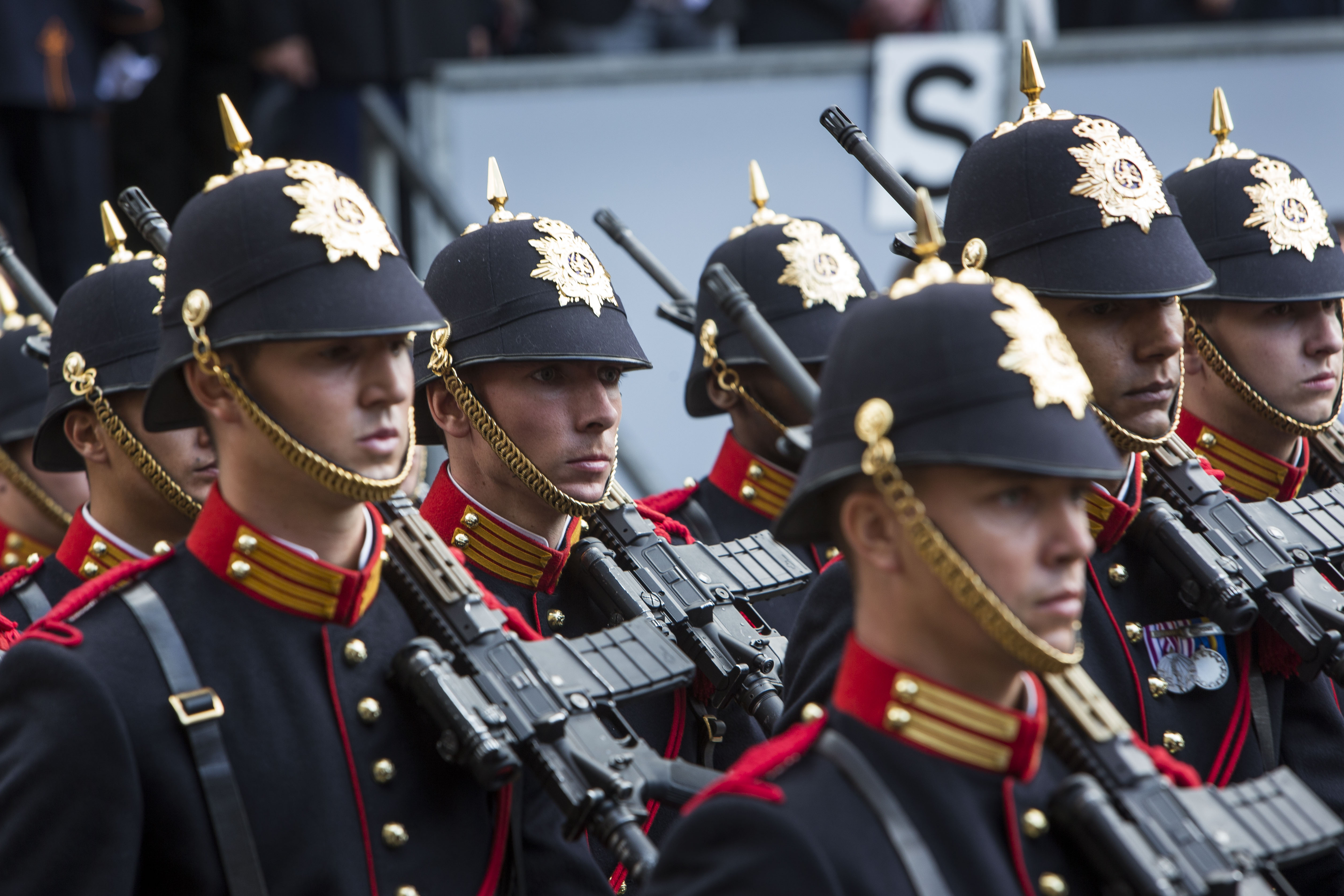
Los infantes de marina vistiendo el uniforme de gala durante el desfile anual en Prinsjesdag .
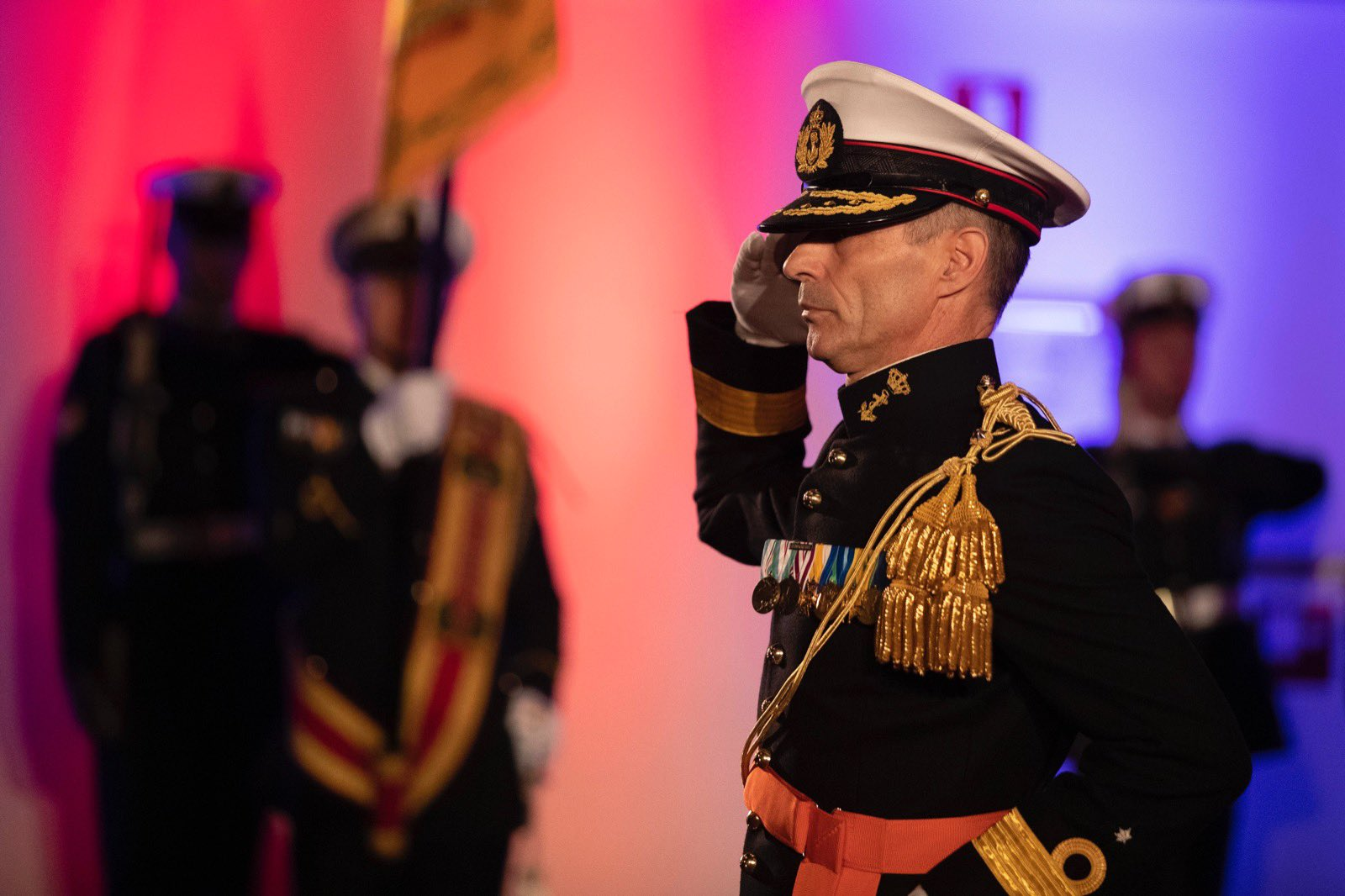
Uniforme de gala especial usado por el comandante del Cuerpo.
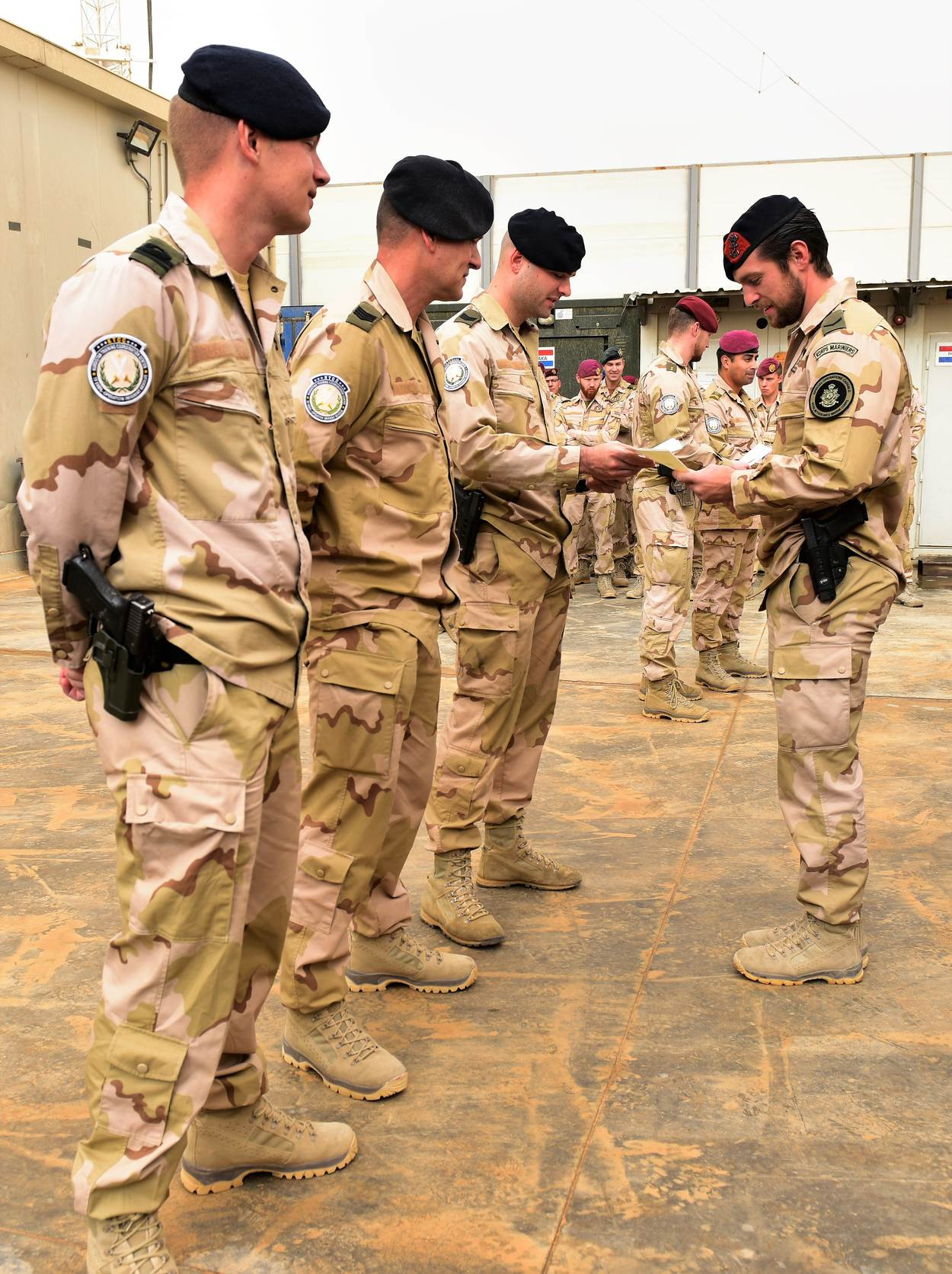
Uniforme de combate del desierto usado por los infantes de marina durante la misión de desarrollo de capacidades en Irak

## Fuerza anfibia conjunta Reino Unido / Países Bajos
Desde 1972, unidades de la Infantería de Marina de los Países Bajos han formado parte de la Brigada de Comando 3 británica durante ejercicios y situaciones de conflicto real. También la Tropa de Reconocimiento de la Fuerza / Guerra de Montaña del Escuadrón C NLMARSOF se colocará bajo el mando operativo del Reino Unido como parte del Escuadrón C, Servicio de Embarcaciones Especiales del Reino Unido. Juntos, estos forman el UK / NL AF. Se puede asignar el primer o el segundo grupo de combate marino como contribución holandesa a esta fuerza. UK / NL AF contribuye a la Fuerza Marítima Multinacional Europea (EMMF).
La cooperación entre los Korps Mariniers y los Royal Marines ha llevado a una amplia integración en las áreas de operaciones, logística y materiales. 
Las fuerzas armadas británicas y holandesas comparten estrechas relaciones. Los Royal Marines y los mariniers de los Países Bajos están aliados a través de un "vínculo de amistad".
El apodo de los marines holandeses entre sus homólogos de la marina real británica es "Cloggies", debido al estereotipo de que la mayoría o todos los holandeses usan zuecos, en lugar de calzado "normal".